# 腰果鶏丁
腰果鶏丁（中国語: 腰果雞丁/腰果鸡丁、ようかけいちょう、ヤオグオジーディン、拼音: Yāoguǒ jī dīng）は、鶏肉（通常炒めることが多いが、揚げることもある）とカシューナッツに、鶏がらスープ、醤油、オイスターソースから作る茶色のガーリックソースを加えて炒めた料理であり、アメリカ合衆国発祥の中華料理である。「腰果」は中国語でカシューナッツを意味する。
アメリカ合衆国ではカシューチキン（Cashew Chicken）の名称が一般的。日本では「鶏肉のカシューナッツ炒め」と表記されることが多い。

## 伝統的な調理法
腰果鶏丁の伝統的な調理法は中華鍋で炒めるというものである。一口大に切った鶏肉にパリパリに炒ったカシューナッツ、野菜を加えて炒め、ニンニク、醤油、海鮮醤（ホイシンソース）から作る茶色のソースを絡めて作る。

## スプリングフィールドスタイルの調理法

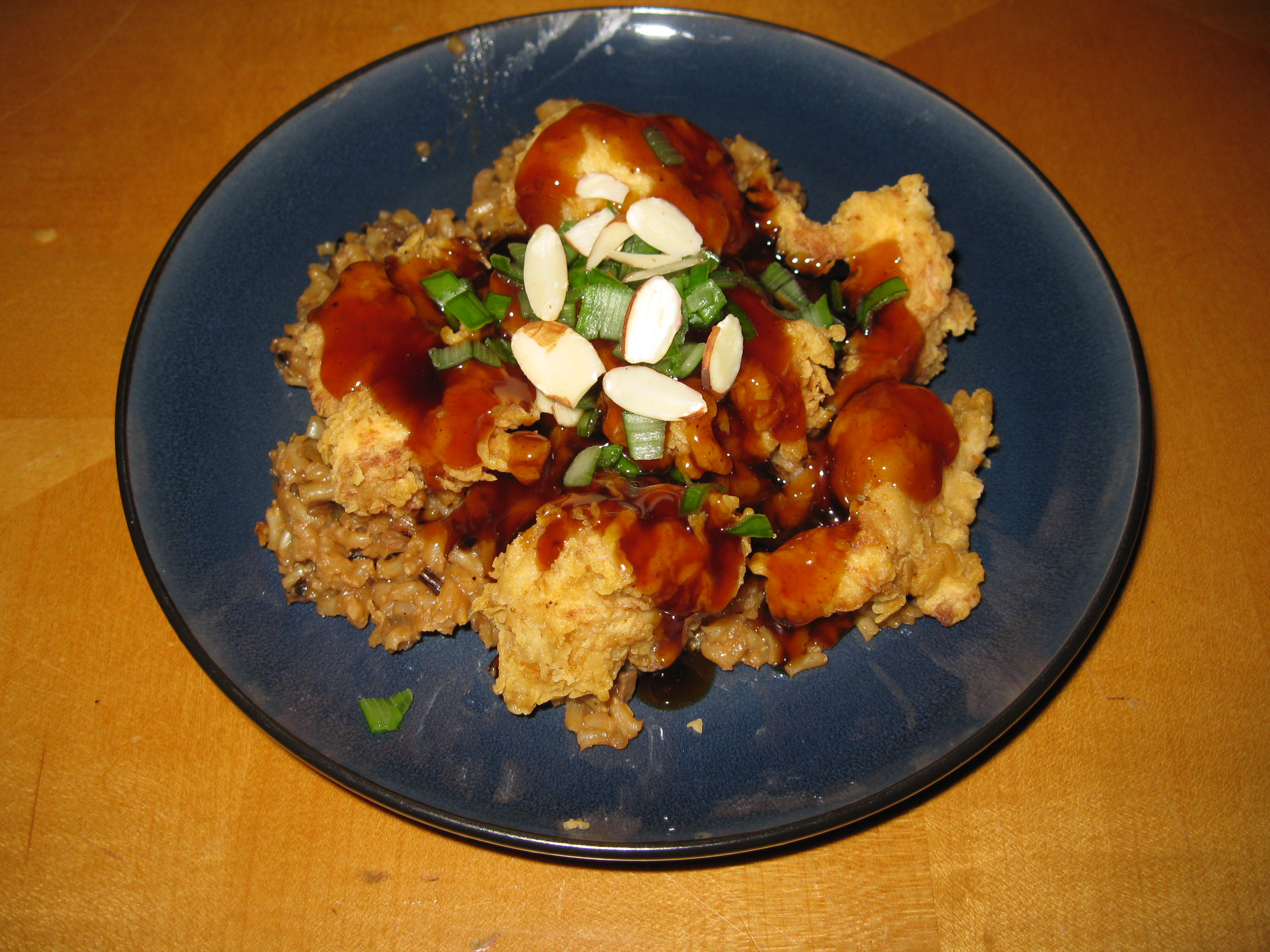
スプリングフィールドスタイルの腰果鶏丁

スプリングフィールドスタイルの調理法では鶏肉を揚げて作る。この調理法はミズーリ州のスプリングフィールドで生み出された。揚げて作る腰果鶏丁は1963年にスプリングフィールドのGrove Supper Clubという店で初めて提供されたようである。この料理を提供したシェフのデヴィッド・リョン（David Leong）は1940年に中国からアメリカ合衆国へと渡った移民であったが、郷里の料理がなかなか地元民に受け入れられなかったため、地元民の口に合う料理を作ろうと試行錯誤した。揚げた腰果鶏丁はとても人気が出たため、リョンはスプリングフィールドに自分の店Leong's Tea Houseを開店した。腰果鶏丁はスプリングフィールドで極めて人気があり、スプリングフィールドの非公式な「名物料理」と言われることが多い。スプリングフィールドはこの料理を中心に据えた「Springfield Sertoma's Cashew Craze」という催しを毎年開催するほどである。
地元民がフライドチキンを好んでいることを知ったリョンは既存の料理の改良に着手した。通常の調理法で用いていた鶏肉を炒める工程の代わりに、鶏肉を揚げる事にした。そして、鶏ガラスープ、醤油、オイスターソースから作るソースをまぶし、これに大量のカシューナッツを加えた。アクセントとしてワケギを刻んで散らしたこの料理は地元民の間で瞬く間に人気となった。この料理に関する噂が広まるにつれ、そのレシピも広まっていった。Leong's Tea Houseは1997年に閉店したが、スプリングフィールドスタイルの揚げた腰果鶏丁は中華料理店、非中華料理店を含め70以上の店で提供されており、スプリングフィールド周辺地域だけでなくアメリカ合衆国の他地域でも販売されている。スプリングフィールドスタイルの腰果鶏丁はThe Food Channelやアメリカ合衆国全土で放送されているラジオ番組でも紹介され、アメリカ合衆国下院でも言及されたことがある。
2010年、デヴィッド・リョンの息子はデヴィッドの支援を得て、スプリングフィールドに新たに揚げた腰果鶏丁を提供する中華料理店を開店した。

## 類似の料理

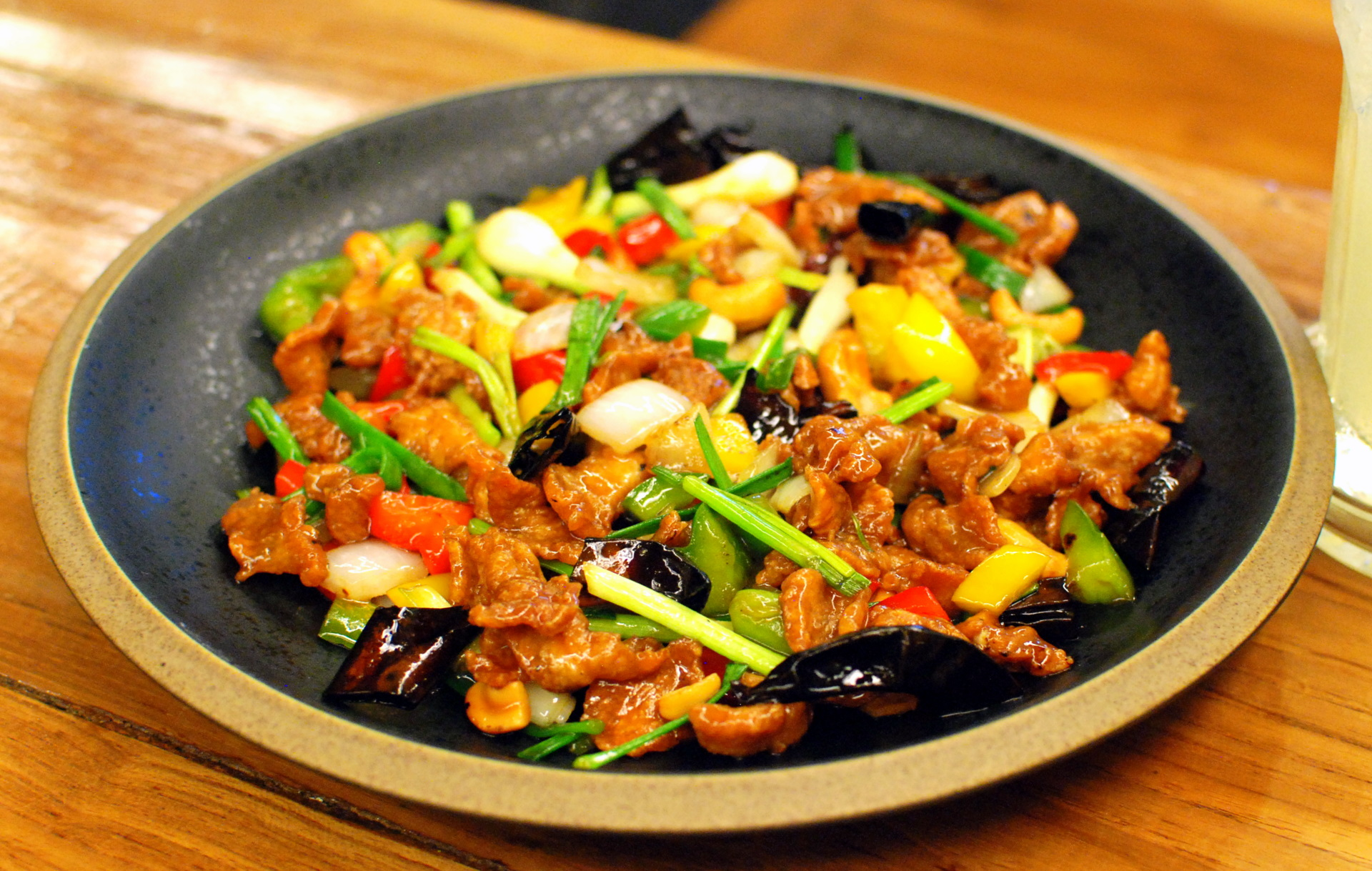
類似のタイ料理、ガイパットメットマムアン

タイ料理には、炒めた腰果鶏丁に似た料理が存在する。こちらはkai pad med mamuang himmapanもしくはgai pad med ma muangと呼ばれる。
ハイチ料理には、カシューナッツを使用したチキンシチューが存在し、こちらはpoul ak nwaと呼ばれている。